# Anoectochilus albolineatus
Anoectochilus albolineatus är en orkidéart som beskrevs av C.S.P.Parish och Heinrich Gustav Reichenbach. Anoectochilus albolineatus ingår i släktet Anoectochilus och familjen orkidéer. Inga underarter finns listade i Catalogue of Life.